# ノキア
ノキア（英語: Nokia Corporation、フィンランド語: Nokia Oyj）は、フィンランド・エスポーに本社を置く、通信インフラ施設・無線技術を中心とする開発ベンダー。現CEOは、ペッカ・ルントマルク。
日本法人は1989年4月設立のノキア・ジャパン株式会社、および旧ノキア シーメンス日本法人の後身であるノキアソリューションズ&ネットワークス合同会社（2013年9月1日にノキア シーメンス ネットワークス株式会社より改称、2018年4月1日に合同会社化）。

## 概要
現在の主要事業は、無線技術を中心とする通信インフラ設備の製造・開発であり、売上の9割を占めている。
2011年までは世界最大の携帯電話端末メーカーであった。市場占有率および販売台数の両方で、1998年から2011年まで首位を維持していたが、その後、スマートフォン戦略および、アメリカ合衆国での市場戦略の迷走により低落傾向に陥り、2012年第一四半期ではサムスン電子に次ぐ2位となった。さらにこの後、iPhone等を擁したAppleや、Android採用の新世代スマートフォン端末の台頭による経営危機と大規模なレイオフを経て、2013年9月2日にマイクロソフトが携帯電話事業の買収(54億4000万ユーロ、約7100億円)を発表、2014年4月25日に買収手続きが完了し、同事業はマイクロソフト社の傘下に移った。2016年、マイクロソフトは携帯電話部門をノキアOBによるスタートアップHMD Globalに売却し、現在は同社がノキアのブランド名を継承した携帯電話を製造・販売している。同社とノキアの間に資本関係は存在しないが、オフィスはノキアの本社ビル内に位置している。
携帯電話の通信設備では世界第2位であり（世界第1位はスウェーデンのエリクソン）、GSM、W-CDMA (UMTS) 方式の携帯電話の通信設備を携帯通信事業者向けに開発して販売している。この携帯電話の通信設備のビジネスは2006年にシーメンス（ドイツ）との合弁事業とし、ノキア・シーメンス・ネットワークスが設立された。2013年にはノキア・シーメンスを100%子会社化し、2014年4月にノキア・ネットワークスと社名変更された。2016年にはアルカテル・ルーセント（フランス）を買収した。
その他にも音声電話などのアプリケーション、ISDN、ブロードバンドアクセス、モバイルラジオ、VoIP、無線LAN、地上波デジタル放送の受信機、衛星受信機などの通信機器を生産している。近年では、IoT、バーチャル・リアリティ（VRカメラOZOなど）、そしてヘルスケア関連製品のビジネスにも参入している。
日本でも情報通信技術（ICT）を使った幅広いソリューション事業を展開している。2017年には宮城県仙台市と、地域産業活性化や街づくり、ドローンを使った防災などで協力する連携協定を結んだ。

## 沿革

### ケーブルワークス
1865年、製紙会社として、スウェーデン系フィンランド人のフレドリク・イデスタムによりフィンランド（当時はロシアの自治大公国）のタンマーフォルスに設立された。その後すぐ西のノキアの地に移り、社名をこれにちなんで現在のノキアに改名した。
一方、ゴム製品の製造会社であるフィンスカ・グミと、電話および電信ケーブル製造会社であるフィンランド・ケーブルワークス (Finnish Cable Works) は、フィンランド独立（1917年）後、持株によりノキア社と関わるようになった（現在でもノキアの名前でゴム長靴などを製造・販売している）。
第二次大戦後の1960年にフィンランド・ケーブルワークス社内にエレクトロニクス部門ができると、1967年に3社は合併し、ノキアは電気通信分野に進出することになる。1970年代に社業の中心を電気通信分野に移し、電話交換機用のデジタルスイッチを主力製品とする。

### 失われたノキア

ノキアの旧ロゴ

1980年代には電子計算機部門に進出し、MikroMikkoブランドでパーソナルコンピュータを生産した。後にこの部門はInternational Computers, Ltd. (ICL) に売却され、さらに売却先は富士通シーメンスと合併し、携帯電話部門に進出した。しかし、携帯電話部門の競争は激しく、経営は振るわず、1988年にはCEOのカリ・カイラモが自殺した。
1990年代に深刻な経営危機に陥り、それまでの多角経営を見直し、大規模な業種の再編成を行った。携帯電話、携帯電話インフラ、他の電気通信分野に業務を絞り、テレビ受像機製造やパーソナルコンピュータ部門から撤退した。
2002年は高級携帯電話部門であるVertuを立ち上げた。2003年から2011年まで、日本でも事業を展開していた。ヨーロッパやアジア、アメリカ諸国でも事業を展開している。
2004年、小規模な経営合理化をおこなった。これはフィンランドにおけるノキアの印象を損ねるものとなった。それに伴い、テレビ番組での批判についての裁判を含むいくつかの訴訟が行われている。

### クアルコムとの紛争
2005年、携帯業界を二分しているクアルコムに対するUMTS方式携帯電話の特許料率紛争において、ノキアは反クアルコム陣営の筆頭になった。
2006年春には、CDMA2000方式が世界的なスケールメリットを見込めないなどという理由で、CDMA2000方式の携帯電話の新規自社開発中止を表明。一時、CDMA2000方式の携帯電話を開発している三洋電機と合弁を計画したが、この話は破談となる。
また、6月にはSiemens Communicationsとのジョイント・ベンチャーであるNokia Siemens Networksの設立を発表。これは携帯電話の通信設備で世界第1位のエリクソン（スウェーデン）を追撃するための戦略的な合弁であるとみられる。
2007年4月、クアルコムとの相互特許ライセンス契約が失効した。2008年7月、クアルコムとの特許紛争について和解したことを発表した。2009年2月、クアルコムとスマートフォンの技術開発について提携することを発表した。

### マイクロソフト時代へ
2010年2月、ノキアのMaemoとインテルのMoblinを合体させて、新しい携帯機器用Linuxプラットホームとして、MeeGoをインテルと開発することを発表した。これに伴いMaemoの開発は終了することになった。
2011年2月11日、マイクロソフトとの戦略的提携を発表し、スマートフォンの領域では、シンビアンからWindows Phoneの開発に注力していく事を発表した。2011年4月27日、ノキアはシンビアンおよび関係する社員3000人を2011年末までにアクセンチュアに移管することを発表した。
2013年7月1日、「シーメンスとの合弁であるNokia Siemens Networksのシーメンスの持株分50%を17億ユーロでノキアが買い取ることに、ノキアおよびシーメンス両社の取締役会が合意した」と発表した。8月3日に買収は完了し、Nokia Solutions and Networksと社名変更された。
2013年9月2日、マイクロソフトにDevices & Services部門を37億9000万ユーロで売却すると発表。取引は2014年4月25日に完了した。加えて地図サービスなどの各種ライセンスを16億5000万ユーロで売却。また、ノキアCEOであったStephen Elopはマイクロソフトに移籍した。ネットワークインフラサービスの NSN、地図サービスのHERE、先進技術開発とライセンス部門『Advanced Technologies』は、そのままノキアで継続した。

### フランス化するノキア
2014年4月、Nokia Solutions and NetworksをNokia Networksに社名変更。
2015年4月15日付けで、フランスの通信機器大手アルカテル・ルーセントを時価換算およそ156億ユーロ（約1兆9700億円）で買収し、統合すると発表、2016年1月、同社との統合を完了した。
2015年8月3日、オンライン地図サービス事業HereをBMW、ダイムラーおよびフォルクスワーゲンのドイツ自動車メーカー連合に売却すると発表した。
2016年5月31日、フランスのデジタル・ヘルスケア企業Withingsの買収を完了、同分野に新たに参入した。
2018年7月、MTNグループとカスタマー・マネジメント事業を提携。MTNグループというモバイル事業は主にアフリカを営業圏としているが、そこはかつてアフリカ分割でフランス領が多くを占め、現在はユーロ債による対外債務累積や欧州まで押し寄せてなお行き場が無い難民で悩む地域である。MTNグループのサービスは遅くとも2016年からクロスボーダーな資金洗浄に使われているという批判を浴びてきた。資金洗浄に関してはノキアとの提携後2018年8-9月、ナイジェリア当局から101億ドルを請求された。内訳は適切に犯罪を防がなかった罰金が81億ドルで、残りの20億ドルは税金である。前者を請求しているのはナイジェリア中央銀行である。同行はスタンダードチャータード銀行やシティグループを含む銀行団にも58.7億ナイラを請求している。

## 携帯端末事業

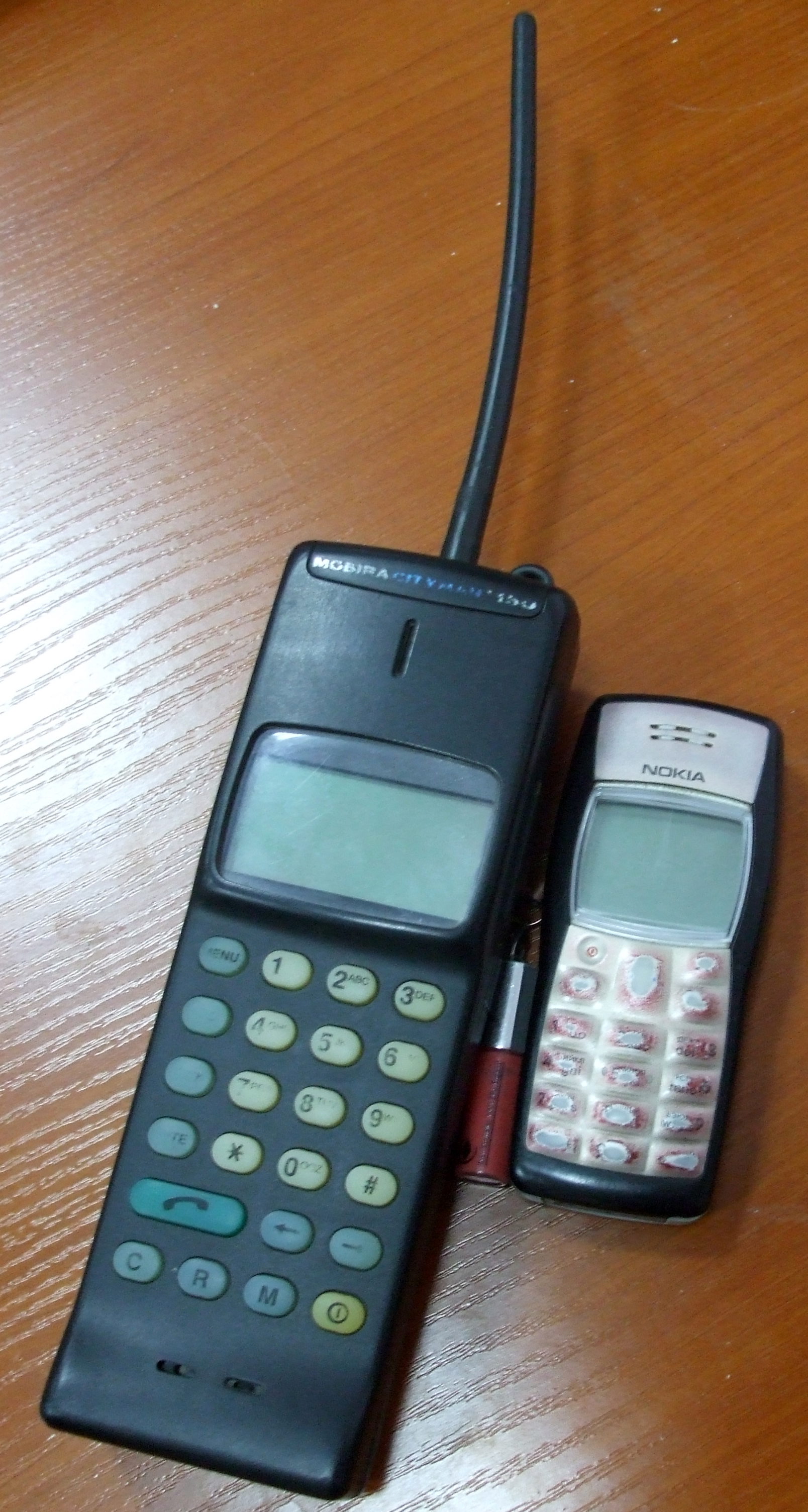
1989年に発売された「NMT-900」と、2003年に発売された「Nokia 1100」

ここでは以前の主力事業であった携帯端末事業に関して記す。2011年まで世界の携帯電話シェアは第1位であった（その当時2位はサムスン、3位はLG）。2012年にはサムスンに抜かれシェアは第2位となった（3位はApple、4位はZTE、5位がLG） 。あわせてノキア社のサウンドロゴ・音響商標であり、同社製携帯電話の着信メロディであるNokia Tuneもたびたび登場する。
かつてはWindows Phoneに主力を注いでおり、Windows Phoneシェアのほとんどを占めていた。
日本では、2008年に日本市場から撤退したこともあり、あまり利用者の多くなかったノキア製携帯電話だが、独特のデザインや頑丈さ、ソフト面（ネイティブアプリを自由に追加できる）・ハード面に多く手を加えられることから愛好家からは手放せない携帯電話となっていた。
2008年2月25日には、ナノテクノロジーを使用するコンセプト「Morph」が発表され、革新的な携帯電話の研究にも力を注いでいる。
携帯電話の上位5社（ビッグ5）の中で、他の4社は、すべて、オープン・ハンドセット・アライアンスのAndroid端末の製品化を言明しているが、唯一、Nokiaのみは、製品化計画がないと表明している。しかし2013年になり子会社のVertuが初のAndroid搭載端末を投入すると発表した。ただし、デバイス部門はマイクロソフトモバイルへ移行しているため、OEM提供による発売となる。

### オペレーティングシステム

#### Symbian OS
1998年6月にノキア、PSION、エリクソンが出資してシンビアンを設立。その後、2003年に富士通からSymbian OS搭載の携帯電話をリリースして以来、日本のフィーチャーフォンでも多く採用された。ノキアも例外ではなく、その後スマートフォンOSとしても成長を続けていた。当時の予測では2014年でもAndroidとシェアを二分するほどの勢力とみなされていた。Symbian OS 搭載機はUIにS60を採用していた。その後、ノキアがSymbian（シンビアン）の買収とオープンソース化を行ったが、悪意のあるソフトウェアやコンピュータウイルスが問題となり開発者が離れていく原因となった。2011年頃までは主要なOSとしていたが、ノキアがマイクロソフトと連携を組みWindows Phoneを優先的に使用し、シンビアンから2年かけて順次移行することを発表してから徐々に機種を減らしていった。2013年夏に、Symbian OS 最後のスマートフォンが発売される予定である。

#### MeeGo

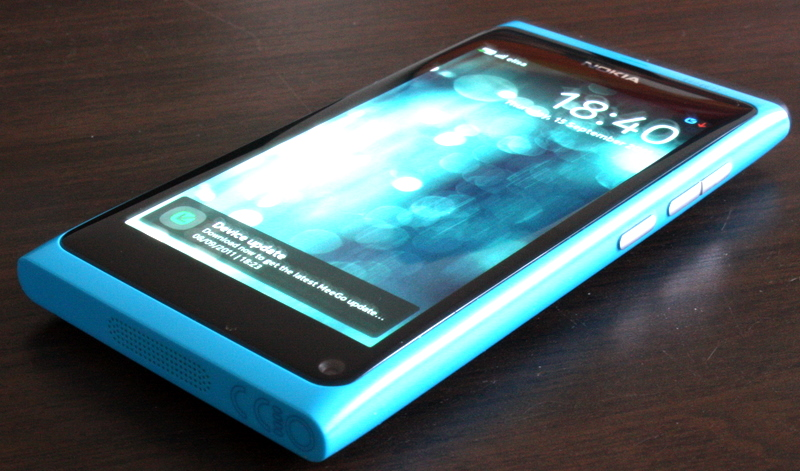
2011年9月に発売された唯一のMeeGo搭載デバイス「Nokia N9」

2010年2月の Mobile World Congress において、インテル社が主導してきたMoblinと、ノキア社が主導してきたMaemoプロジェクトを統合する形で発表された、Linuxベースの携帯機器向けオープンソースオペレーティングシステムプロジェクト。発表されてから1年でWindows Phone OSへの移行が発表された為、ノキアで発売されたMeeGo端末は、Maemoとして発売されたもの以外では、同年9月29日に発売された、Nokia N9 の1機種だけである。

#### Windows Phone
2011年2月11日にマイクロソフトと連携をとることを発表し、Symbian OSとMeeGoをWindows Phoneが搭載された「Lumia」シリーズで置き換えることを発表。同年11月にはノキア初のWindows Phone デバイスであるNokia 710・Lumia 800を発表。以降次々とWindows Phone 搭載デバイスをリリースしている。ノキアの本社があるフィンランドではスマートフォンOSでシェアトップを獲得しており、各デバイスは高い評価がされているものが多い。数字が大きいほどハイエンド機種となる。
下記のデバイスは、ノキアからリリースされたWindows Phoneデバイスの一覧である。なお、バージョンは初期出荷時のものである。

##### Windows Phone 7.5 デバイス
- Nokia Lumia 710（英語版）
- Nokia Lumia 800
- Nokia Lumia 610（英語版）
- Nokia Lumia 900（英語版）
- Nokia Lumia 510（英語版）

##### Windows Phone 7.8 デバイス
- Nokia Lumia 505（英語版）

##### Windows Phone 8 デバイス
- Nokia Lumia 810（英語版） (T-Mobile US向け)
- Nokia Lumia 820（英語版）
- Nokia Lumia 822（英語版） (Verizon Wireless向け)
- Nokia Lumia 920（英語版）
- Nokia Lumia 620（英語版）
- Nokia Lumia 520
- Nokia Lumia 720（英語版）
- Nokia Lumia 928（英語版） (Verizon Wireless向け)
- Nokia Lumia 925（英語版）
- Nokia Lumia 1020（英語版）

### 日本における携帯端末事業
店舗としては4箇所（いずれも、代理店による運営形態）展開していた。そのほかオンラインショップを設けていた。かつては、東急ハンズ（新宿・心斎橋・三宮）にもコーナーを設けていた時期があったが、現在は閉鎖されている。
- ノキアストア東京駅八重洲地下街（2005年2月14日より2008年12月31日まで営業[28]）
- ノキアストア成田第一：成田国際空港第1ターミナル国際線出発ロビー中央ビル4F・OVERSEAS PHONE内[29]）→成田空港サービス株式会社[30]→NAAリテイリング（ただし、成田空港第一ターミナル中央を除く北ウイング[31]・南ウイング[32] のOVERSEAS PHONEは、他社の店舗）
- ノキアストア成田第二：成田国際空港第2ターミナル本館B1F[29]→成田空港サービス株式会社[30]→NAAリテイリング
- Nokia @O-parts lifestyle shop：オーパーツショップ青山内→2008年6月20日より永田町に移転→株式会社オーツージャパンが運営

なお、2004年末まではノキアストア箱崎T-CAT（モベルコミュニケーションズリミテッド日本支店が運営）があったが、閉店している。
2007年、当社の電池パック・BL-5Cのうち、当時の松下電池工業（現・パナソニック）製造分において、いわゆるリチウムイオン二次電池の異常発熱問題が発覚し、日本国内でも回収対象となった（日本国内で販売された端末では、スタンダードバージョンでは、Nokia 6650、Nokia 7600、Nokia 6630、NTTドコモ向け端末ではNM850iG、J-フォンおよびボーダフォン日本法人（発売当時）向け端末では、V-NM701、Vodafone 702NK、Vodafone 702NK II、Vodafone 804NK、並びにNokia E61（スタンダードバージョン）の別売りオプションであるGPSユニットなどで同型番電池が採用されていた、ドコモは「電池パック NM01」として、J-フォンおよびボーダフォン日本法人では「NMBF01」の商品コードで、該当する電池を販売していた）。当時、ノキアのサイト上に、電池パックの裏面の下部に記載された26桁の数字とアルファベットの混合の文字列を入力し、該当するとなった場合が交換対象となる自己申告制となっており、申告者に対して、良品の交換バッテリーを順次発送し、到着次第、着払でヤマト運輸神奈川物流システム支店気付で返送する形を取った（個体により25桁や27桁が記載された電池パックもあり、その場合は該当外であるため、交換対象ではなかった）。
2008年11月に、日本でNTTドコモからMVNOで通信回線を借り受け、Vertuブランドの富裕層向け携帯電話通信事業に参入すると報じられた。また、2009年初頭（ソフトバンクモバイルから発表済みのNokia N82を売り切り次第）をめどに日本の一般向け携帯電話事業から撤退する。ちなみに、N82と同時期にドコモ、ソフトバンクからの発売が発表されていたNokia E71は発売されることなく発売中止が発表された。
なお、オンラインショップは、2008年12月16日17:00までに完了した注文分を以て、サイト閉鎖。ITmediaやケータイ Watch等によると、成田国際空港の2店舗については2008年中に閉店（2009年1月時点では成田空港サービス(当時)からの発表はホームページ上では公表されていなかったが、2月になって同社運営のOVERSEAS PHONE北ウィング店とともに、店舗案内から名前が削除されている事からこの間に閉鎖したものと思われる）を検討していると報じられていた。また、テレコムスクエア運営の八重洲地下街についても2008年12月31日をもって閉店、オーパーツショップについては、ノキアグッズおよびノキア以外の商品を扱っている関係上、店舗自体は存続するが、ノキアの携帯電話端末やそのオプション関連については、2008年12月27日の営業（2008年の最終営業日）をもって取り扱い終了を発表している。グッズについても在庫限りとしている。
なお、日本での事業変更に伴い、コールセンターであるハロー・ノキアでは、電池パックをはじめとしたオプション商品の購入については、NTTドコモやソフトバンク向けに発売した端末用のオプションと同様の商品が使える場合はドコモショップ・ソフトバンクショップおよびドコモオンラインショップ、ソフトバンクオンラインの利用をアナウンスし、ドコモ、ソフトバンクのいずれも扱っていない商品（ドコモのNM850iG、NM705i、NM706iの付属品で、試供品扱い（USBケーブルやヘッドホンマイクなどが該当）とされ、NTTドコモでオプションを用意していないもの、および、ソフトバンク扱いのNokia N82で、SoftBank X02NK以前の商品のオプションで対応できないものを含む）については、並行輸入業者や海外端末をネット販売しているサイトなどで購入するようアナウンスしている。なお、そのようなサイトで購入した商品であっても、正規品で購入先証明があるものであれば、ハロー・ノキアでの保証が適用になるケースもある。
ハロー・ノキアの営業時間は、従来は年中無休の9:00–21:00であったが、2009年4月より9:00–18:00に短縮され、同年7月からは平日のみの営業にさらに短縮された。さらに、2011年12月1日を以って電話サポート自体を終了し、翌日よりオンライン上での問い合わせで行う形になった（後に、オンライン上も、「ハロー・ノキア」から「ハロー・マイクロソフト」に移行していたが、オンラインでのメールサポートも、2015年3月31日を以って終了された）。故障等の技術的サポートは、スタンダードバージョンを含め先んじて終了している（ドコモブランドとソフトバンクブランドは、N82を除き、オペレータとしてあらかじめサポートを終了）。
2009年11月、日本国内に残るR&D部門を大幅縮小する方針が明らかになった。さらに、2011年8月にはVertuも終了し、ノキアは日本の携帯端末市場から撤退する。シーメンスと合弁で行っているネットワーク機器事業は日本でも続けるとしている。
日本のキャリアに端末を供給していた時代は、日本での販売を「ノキア・モービル・コミュニケーション」が担っていたため、NTTドコモ・DDIセルラーグループ・J-フォンでは端末のメーカー略号がNokia Mobile Communicationから「NM」となっていた（ボーダフォン・ソフトバンクでは「NK（NOKIA）」）。

#### 日本で販売されている機種
特にアナウンスのない端末であっても、2022年11月30日までに技適要件が失効状態となるため、以降の日本国内での使用は違法状態となる予定。

#### 販売が終了した機種
特記事項がない場合は、GSMのみの海外専用モデルでありスタンダード・バージョン。国内使用可能機種で特記がない場合は、スタンダード・バージョンでのリリース。
- Nokia E61 （国内使用可能機種）
- Nokia 6630 （国内使用可能機種）…2008年1月24日よりモベルコミュニケーションズリミテッド日本支店での取扱開始（SIMロック有）、2009年7月時点で終売が発表された
- Nokia 9210i
- Nokia 8910i
- Nokia 8310
- Nokia 8250
- Nokia 7600 （国内使用可能機種）…ジーエーピーでは、ノキアストアおよびノキアオンラインショップでの終売後も、数年間継続販売されていた。
- Nokia 7360
- Nokia 7250i
- Nokia 7210
- Nokia 6650 （国内使用可能機種）…スタンダード・バージョンとJ-PHONE扱い (V-NM701) があり。J-PHONE扱いについては、停波のため国内使用不可になるとJ-PHONEの後身会社であるSoftBankより通知され、その一方で実際に使用可能なケースもあるとされたが、現在は、技適失効により、使用自体が違法状態となっている。
- Nokia 6610i
- Nokia 6610
- Nokia 6125
- Nokia 6101
- Nokia 6070
- Nokia 5100
- Nokia 5070
- Nokia 3220
- Nokia 3120
- Nokia 3100
- Nokia 3330
- Nokia 3315

#### 日本キャリアへの供給端末
※は、PDC端末。×は、スプリアス問題のため、2015年11月30日を以って使用できなくなる端末(正確には、オペレータブランド端末における、事業者向け端末への包括的技適の適用条件が失効するのが同日であるため、以降の端末利用は、日本国内では違法状態（技適のない海外の端末を、日本のSIMカードで運用するのと同様の状態）となるため、国外でのローミング使用などについてに限定すれば使用可能としている)。▽は、当初、2015年11月30日を以って使用できなくなる端末と発表されたが、2015年10月22日に使用不可端末のリストから削除され、当面継続利用が可能となっている端末。△は、その他の理由で使用中止がアナウンスされている端末。なお、2022年11月30日までに日本で発売されたすべてのNOKIA端末が技適失効となるため、以降の時点でW-CDMAの通信が存続している場合はやはり日本国内での利用にあたっては違法状態となる見通し。

##### NTTドコモ
NTTドコモ向けの端末は、変則納入メーカーで略号が2文字のため本来は「DoCoMo by NOKIA」となるが、次世代携帯電話で技術提携があったため、ドコモ社内での扱いは「mova」を名乗ることのできるメーカーと「DoCoMo by ○○」のメーカーの中間的な扱いで「DoCoMo NOKIA （型番）」となっていた。
- NM2080※
- NM2150※
- NM101※
- NM151※
- NM152※
- NM156※
- NM157※
- NM201※
- NM206※
- NM207※
- NM502i※
- NM850iG× （スマートフォン、上記Nokia 6630のNTTドコモ向け端末）
- NM705i （スマートフォン、Nokia 6120/6121 classicのNTTドコモ向け端末）
- NM706i （スマートフォン、Nokia 6124 classicのNTTドコモ向け端末）
- Nokia E71[注 1] （スマートフォン。ドコモ向け端末で、SIMロックあり。発売中止）

##### ソフトバンク

###### デジタルホン/デジタルツーカー時代
- DP-151※ （タイプNM）
- DP-152※ （タイプNM2）
- DP-154※ （タイプNM3）
- DP-157※ （タイプNM4）
- DP-154EX※ （タイプNM3EX）

###### J-PHONE 時代
- J-NM01※ （三洋電機のOEM、J-SA03の兄弟機種）
- J-NM02※ （三洋電機のOEM、J-SA04の兄弟機種）
- V-NM701△ （上記Nokia 6650の旧J-フォン向け端末）…ネットワークの更新のため国内使用不可になるとSoftBankより通知があったが、2008年9月21日現時点で未だ使用可能（2015年のスプリアス問題のような、技適要件を起因とするものかどうかは明らかにされていない）。使用できるケースであっても、他の3G端末と同様、2015年12月以降の国内での使用は違法状態となっている。

###### Vodafone 時代
- Vodafone 702NK× （スマートフォン、上記Nokia 6630の旧ボーダフォン向け端末）
- Vodafone 702NK II× （スマートフォン、Nokia 6680の旧ボーダフォン向け端末）
- Vodafone 804NK× （スマートフォン、Nokia N71の旧ボーダフォン向け端末）

###### SoftBank (ソフトバンクモバイル株式会社時代)
- SoftBank 3G
  - SoftBank 705NK▽ （スマートフォン、Nokia N73のソフトバンク向け端末）
- SoftBank X
  - SoftBank X01NK▽ （スマートフォン、上記Nokia E61のソフトバンク向け端末・法人向け端末）
  - SoftBank X02NK▽ （スマートフォン、Nokia N95のソフトバンク向け端末）
- グローバルモデル
  - Nokia N82× （スマートフォン。ソフトバンク向け端末で、SIMロックあり）
  - Nokia E71[注 1] （スマートフォン。ソフトバンク向け端末で、SIMロックあり。発売中止）

##### IDO・DDIセルラー(au)
- D302※
- D315※
- HD-60NM※

#### VERTU

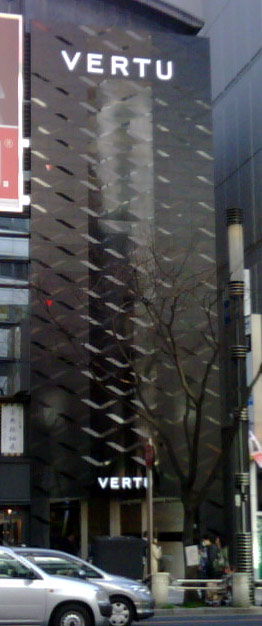
VERTU SHOP 銀座店

VERTU（ヴァーチュ）は、イギリスのNOKIA傘下の企業が展開する高級携帯電話ブランドである。職人によるハンドメイドの携帯端末で、富裕層がターゲットということもあり、1台あたり数十万から数百万と非常に高価である。端末は貴金属、高性能金属、サファイアクリスタル、宝石、貴石、天然革などを使って作られており、端末によっては職人、ひとりひとりの刻印もされている。そのほかの特徴として、「コンシェルジュサービス」といわれるサービスがあり、レストランや航空券、クラシックコンサート等の予約や、それらの情報提供を受けとることができる。2009年2月より 日本でも銀座の旗艦店や日本橋三越で販売か開始され、NTTドコモの回線を利用したMVNOでのコンシェルジュサービス (Vertu CLUB) が2009年9月より開始された。

## 関連文献
- スタファン・ブルーン、モッセ・ヴァレーン（著）、柳沢由美子（訳）、『ノキア　世界最大の携帯電話メーカー』、日経BP社、2001年、ISBN 482224248X
- ITmediaモバイル：Nokia端末型番のヒミツに迫る (1/2) （ITmedia ＋D Mobile 夏休み企画 2004年8月9日）
- ITmediaモバイル：Nokia端末型番のヒミツに迫る (2/2)